# Genetische Genealogie
Als genetische Genealogie oder DNA-Genealogie wird die Anwendung der Genetik auf die Genealogie bezeichnet. Sie nutzt DNA-Analysen des menschlichen Genoms, um den Grad der Verwandtschaft zwischen Individuen oder deren Abstammung nachweisen oder zumindest einschätzen zu können.
Mit DNA-Analysen wird die herkömmliche Arbeit der Genealogen auf eine wesentliche Weise ergänzt: Eine DNA-Analyse kann Verwandtschaftsverhältnisse, die aufgrund von bisherigen Recherchen erstellt wurden, bestätigen oder verwerfen; und eine plausibel erscheinende Verwandtschaft aufgrund der DNA-Daten ergibt nicht selten Hinweise für weitere Recherchen.

## Übersicht Genom und dessen Vererbung

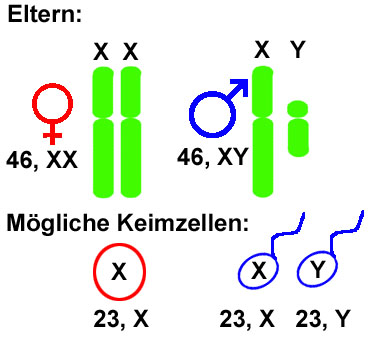
Schema des XY/XX-Systems beim Menschen. Menschen haben 46 Chromosomen. Bei Frauen sind zwei davon X-Chromosomen (links). Männer haben dagegen ein X- und ein Y-Chromosom (rechts). Die Eizellen einer Frau haben 23 Chromosomen, darunter ein X-Chromosom. Spermienzellen haben auch 23 Chromosomen, davon eines entweder ein X- oder ein Y-Chromosom. Das Geschlecht des Kindes wird dadurch bestimmt, welches dieser beiden Geschlechtschromosomen die eindringende Spermienzelle mitbringt.

Die DNA befindet sich in der Zelle. Die Bestandteile autosomale DNA, X-DNA und Y-DNA befinden sich im Zellkern, die mtDNA befindet sich in den Mitochondrien. Die autosomale DNA ist in 22 Chromosomenpaaren organisiert. Das 23. Paar sind die Geschlechtschromosomen, bei Frauen zwei X-Chromosomen, bei Männern je ein X-Chromosom (X-DNA) und ein Y-Chromosom (Y-DNA).
Kinder erben ihre autosomale DNA von beiden Eltern. Die X-DNA wird vom Vater an die Töchter und von der Mutter an alle Kinder vererbt (X-chromosomaler Erbgang). Die Y-DNA wird vom Vater an die Söhne vererbt (paternaler Y-chromosomaler Erbgang). Die mtDNA wird von der Mutter an die Kinder vererbt (maternaler mtDNA-Erbgang). Während Chromosomenpaare der Eltern sich bei Kindern zur autosomalen DNA und bei Töchtern zur X-DNA vermischen (Rekombination), wird Y-DNA und mtDNA als Kopie weitergegeben.
Sowohl bei der Rekombination als auch beim Kopieren der DNA entstehen mit einer gewissen Wahrscheinlichkeit Mutationen und sonstige Erbfehler, deren Wirkung je nach Position in den Genen von harmlos bis tödlich reicht. Mutationen können auch positive Effekte haben (siehe „erfolgreiche“ Punktmutationen/SNPs) und tragen damit entscheidend zur Evolution bei.
DNA von zwei beliebigen Menschen ist zu 99,5 % identisch; die verbleibenden Unterschiede werden als genetische Variation bezeichnet. Zum Vergleich: Schimpansen und Menschen haben 98,8 % der DNA gemeinsam. Das Erscheinungsbild des Menschen (Phänotyp) wird durch den Genotyp, aber auch durch nicht vererbbare erworbene Eigenschaften beeinflusst. Da die meisten Erbfaktoren (Gene) doppelt vorliegen (Diploid: auf jedem Chromosomenpaar einmal), ist es in der Merkmalsausprägung entscheidend, ob eins der Gene dominant, rezessiv, kodominant oder intermediär ist. Die genetische Variation ist auf der Erde geographisch nicht einheitlich und kann daher zur ungefähren Bestimmung der Regionen genutzt werden, in denen die Vorfahren eines Menschen lebten (siehe Variation aufgrund der Abstammungsgeschichte).

### Vergleich populationsgenetischer Marker
| DNA / Marker Typ | Größe Basenpaare (Mb) | Nutzbare Loci | Zugängliche Haplotypen | DNA-Vorfahren vor 10 Generationen                      | Mutationen per Mb und Generation | SNPs ca. | Rek.Rate (cM/Mb) | Diversität        | Gendrift | Alter           | Eff. Pop. | Gene            | Proteinkodierende Gene |
| ---------------- | --------------------- | ------------- | ---------------------- | ------------------------------------------------------ | -------------------------------- | -------- | ---------------- | ----------------- | -------- | --------------- | --------- | --------------- | ---------------------- |
| Autosomal        | 3.057 (93,5 %)        | Tausende      | Nein                   | max. 1024, effektiv ca. 120 (53 paternal, 67 maternal) | Moderat (0,02)                   | 9.350k   | 1,1              | Hoch (0,08 %)     | Niedrig  | 1.000.000 Jahre | 1         | 43.259 (94,9 %) | 18.416 (95,4 %)        |
| X-DNA            | 155 (4,7 %)           | Hunderte      | Ja                     | Mann max. 89, Frau max. 144                            | Niedrig (0,015)                  | 474k ?   | 0,8              | Moderat (0,04 %)  | Moderat  | 750.000 Jahre   | 3/4       | 1.846 (4,1 %)   | 824 (4,3 %)            |
| Y-DNA            | 58 (1,8 %)            | 1             | Ja                     | Mann 1, Frau 0                                         | Hoch (0,033)                     | 177k ?   | 0                | Niedrig (0,02 %)  | Hoch     | 142.000 Jahre   | 1/4       | 454 (1 %)       | 54 (0,3 %)             |
| mtDNA            | 0,017 (0,001 %)       | 1             | Ja                     | 1                                                      | Sehr hoch (1-300)                | 50 ?     | 0                | Sehr hoch (0,4 %) | Hoch     | 200.000 Jahre   | 1/4       | 37 (0,08 %)     | 13 (0,07 %)            |

## Geschichte: Erbgut und dessen Analyse

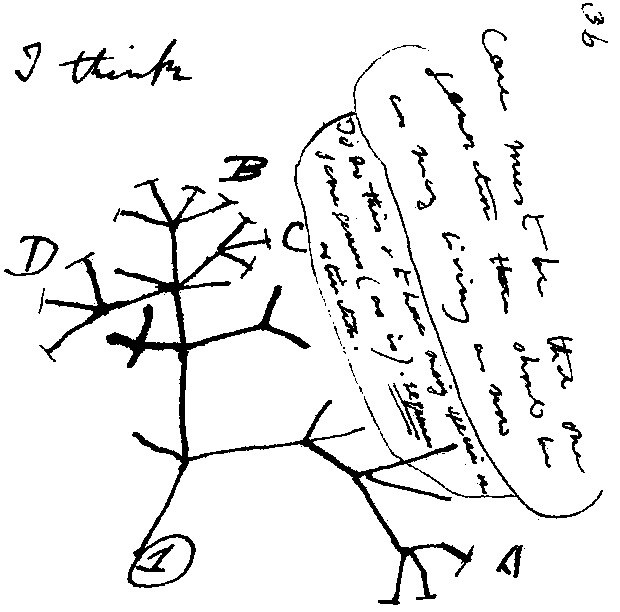
Charles Darwins erste Skizze vom Stammbaum des Lebens 1837

Die grundlegenden Regeln zur Vererbungslehre beim einfachen Erbgang wurden 1866 von Gregor Mendel veröffentlicht. Sie gründeten auf der Stammbaumanalyse und stützten die Evolutionstheorie Darwins. 1869 wurde erstmals eine aus Zellkernen kommende Substanz (die DNS) beobachtet, und Nuclein genannt. Ab dieser Zeit festigte sich die Lehrmeinung zur Rolle des Zellkerns und dass sich ein Individuum aus einer einzelnen kernhaltigen Zelle durch Teilung (Mitose) entwickelt. Akzeptiert wurde auch die Gleichwertigkeit der mütterlichen und väterlichen Keimzellen für die Vererbung bei der geschlechtlichen Fortpflanzung.
Die Chromosomentheorie der Vererbung wurde 1885 vorgestellt und bis 1919 praktisch bewiesen. 1943 wird das Nuclein (DNA) eindeutig als Träger der Erbinformation identifiziert. Der strukturelle Aufbau der DNA wurde 1953 beschrieben. 1966 wurde der genetische Code entschlüsselt. 1975 revolutionierte die DNA-Sequenzierung die biologischen Wissenschaften und leitete die Ära der Genomik ein.
Die Polymerase-Kettenreaktion (PCR) vereinfachte ab 1986 die Untersuchung von DNA. Gleichzeitig wurde mit dem genetischen Fingerabdruck (DNA Fingerprinting) eine bedeutende Methode für die Verfolgung von Straftaten entwickelt und rechtlich eingesetzt. Seit 1995 werden mechanisierte preisgünstige Untersuchungsmethoden für Abstammungsgutachten auf Basis von DNA für rechtliche Gutachten verwendet. Die Wissenschaft konnte ab dieser Zeit DNA-Analysen auf breiter Basis in der Populationsgenetik einsetzen.
1997 wird das erste eukaryotische Genom (einer Hefe) vollständig sequenziert, 2003 die Referenzsequenz des menschlichen Genoms als Resultat des Humangenomprojektes. z. B. die Cohen Hypothese von 1997 zur Y-DNA von jüdischen Priestern und das 2001 erschienene Buch Die sieben Töchter Evas zur mtDNA der europäischen „Urmütter“ haben zu beträchtlicher Aufregung, Zustimmung und Kritik, sowie letztendlich zur Popularität der genetischen Genealogie beigetragen.
Seit etwa 1999 sind DNA-Analysen auch für Privatpersonen bezahlbar. Im April 2000 bot Family Tree DNA die ersten genetisch genealogischen Tests für die Öffentlichkeit an. Die anfänglich verfügbaren Methoden sind heutzutage bereits stark veraltet und deren Ergebnisse teilweise überholt. Im Internet bildeten sich ab dieser Zeit genealogische DNA-Projekte, eine frühe Form sozialer Netzwerke, welche erstmals Theorien zu paternalen (Y-DNA-Marker, Nachnamensprojekte) und maternalen (mtDNA-Marker) Verwandtschaftslinien außerhalb wissenschaftlicher Studien testeten und diskutierten. Diese sozialen Netzwerke, bzw. einige ihrer engagiertesten Mitglieder, entdecken laufend DNA-Marker und tragen auch zur Entwicklung von Theorien zur vorgeschichtlichen Menschheitsentwicklung und Geschichte bei.
Ein Meilenstein in der Akzeptanz der genetischen Genealogie ist das Genographic Project. Die 2005 von der US-amerikanischen National Geographic Society und IBM in Kooperation mit der University of Arizona und Family Tree DNA gestartete anthropologische Studie anhand von mtDNA-Markern lebt wesentlich von der Teilnahme durch freiwillige zahlende Tester, hat die Bekanntheit von genetischer Genealogie bedeutend gesteigert und führte zu einer Fülle von Veröffentlichungen. Bis April 2010 wurden mehr als 350.000 Teilnahmekits verkauft. Bereits 2006 wurde der Umsatz aller an genealogischen DNA-Tests verdienenden Unternehmen (inklusive der Labors) auf 60 Mill. $ geschätzt.

## Genealogische DNA-Stammbäume und Netzwerke
In genealogischen DNA-Analysen werden die Haplogruppen Y-Chromosom (Y-DNA) und mitochondriale DNA (mtDNA) untersucht. Man nutzt genetische Marker in den Haplogruppen um den Verwandtschaftsgrad zu bestimmen. Y-DNA wird entlang der väterlichen Linie geführt und mtDNA wird entlang der mütterlichen Linie geführt.

### Haplogruppen Y-DNA (paternal)
Da neben der mtDNA nur die Y-DNA die Verfolgung einer eindeutigen Vorfahrenlinie ermöglicht, wurde Y-DNA auch bereits früh zum Aufbau der paternalen Linien erforscht. Die Y-DNA-Haplogruppen werden, anhand eines vom Y Chromosome Consortium entwickelten Systems, mit den Buchstaben A bis R, sowie mit Zahlen und Kleinbuchstaben unterschieden.
Die Haplogruppe R1a kommt besonders häufig in Europa, Nord-Zentralasien und Indien vor. Besonders hohe Konzentrationen lassen sich in Europa in Polen, Russland und Nordeuropa nachweisen. In Indien fand man die höchste Konzentration in der Kaste der Brahmanen.
|  | Adam des Y-Chromosoms |     |    |            |        |          |          |          |          |          |          |    |    |    |    |    |     |     |    |   |   |    |   |        |        |     |     |     |    |  |  |  |  |  |  |  |  |  |  |
|  |                       | A00 |    | A0’1'2’3'4 |        |          |          |          |          |          |          |    |    |    |    |    |     |     |    |   |   |    |   |        |        |     |     |     |    |  |  |  |  |  |  |  |  |  |  |
|  |                       |     | A0 | A1’2'3’4   |        |          |          |          |          |          |          |    |    |    |    |    |     |     |    |   |   |    |   |        |        |     |     |     |    |  |  |  |  |  |  |  |  |  |  |
|  |                       |     |    | A1         | A2’3'4 | A2’3'4   | A2’3'4   |          |          |          |          |    |    |    |    |    |     |     |    |   |   |    |   |        |        |     |     |     |    |  |  |  |  |  |  |  |  |  |  |
|  |                       |     |    |            | A2’3   | A4=BCDEF | A4=BCDEF | A4=BCDEF | A4=BCDEF | A4=BCDEF | A4=BCDEF |    |    |    |    |    |     |     |    |   |   |    |   |        |        |     |     |     |    |  |  |  |  |  |  |  |  |  |  |
|  |                       |     |    | A2         | A3     |          | B        | B        | CT       | CT       | CT       | CT | CT |    |    |    |     |     |    |   |   |    |   |        |        |     |     |     |    |  |  |  |  |  |  |  |  |  |  |
|  |                       |     |    |            |        |          |          |          |          |          |          | \| |    |    |    |    |     |     |    |   |   |    |   |        |        |     |     |     |    |  |  |  |  |  |  |  |  |  |  |
|  |                       |     |    |            |        |          | DE       | DE       | DE       | DE       | CF       |    |    |    |    |    |     |     |    |   |   |    |   |        |        |     |     |     |    |  |  |  |  |  |  |  |  |  |  |
|  |                       |     |    | D          | D      | E        |          |          |          | C        | C        | F  | F  |    |    |    |     |     |    |   |   |    |   |        |        |     |     |     |    |  |  |  |  |  |  |  |  |  |  |
|  |                       |     |    |            |        |          |          | \|       |          |          |          |    |    |    |    |    |     |     |    |   |   |    |   |        |        |     |     |     |    |  |  |  |  |  |  |  |  |  |  |
|  |                       |     |    |            |        |          |          |          | G        | G        | G        | G  | G  | G  | G  | G  | IJK | IJK | H  | H | H |    |   |        |        |     |     |     |    |  |  |  |  |  |  |  |  |  |  |
|  |                       |     |    |            |        |          |          |          | \|       |          |          |    |    |    |    |    |     | \|  |    |   |   |    |   |        |        |     |     |     |    |  |  |  |  |  |  |  |  |  |  |
|  |                       |     |    |            |        |          | G1       | G2       | G2       | G2       | G2       | G2 | G2 |    |    | IJ | K   | K   | K  | K | K | K  |   |        |        |     |     |     |    |  |  |  |  |  |  |  |  |  |  |
|  |                       |     |    |            |        |          |          |          |          |          |          |    |    |    |    | \| |     |     |    |   |   | \| |   |        |        |     |     |     |    |  |  |  |  |  |  |  |  |  |  |
|  |                       |     |    |            |        |          |          |          |          |          |          |    | I  | I  | J  | J  |     |     |    |   | L | L  | L | K(xLT) | K(xLT) | T   | T   | T   |    |  |  |  |  |  |  |  |  |  |  |
|  |                       |     |    |            |        |          |          |          |          |          |          |    | \| |    |    |    | \|  |     |    |   |   |    |   | \|     |        |     |     |     |    |  |  |  |  |  |  |  |  |  |  |
|  |                       |     |    |            |        |          |          |          |          |          | I1       |    |    | I2 |    |    | J1  |     | J2 |   |   |    | M | NO     | NO     | P   | P   | S   | S  |  |  |  |  |  |  |  |  |  |  |
|  |                       |     |    |            |        |          |          |          |          |          |          |    |    |    |    |    |     |     |    |   |   |    |   | \|     |        |     | \|  |     |    |  |  |  |  |  |  |  |  |  |  |
|  |                       |     |    |            |        |          |          |          |          |          |          |    | \| | \| | \| |    |     |     |    |   |   |    |   |        |        |     | \|  |     |    |  |  |  |  |  |  |  |  |  |  |
|  |                       |     |    |            |        |          |          |          |          |          | N        | N  | O  | O  |    |    |     |     |    |   |   |    |   |        |        | Q   | R   | R   |    |  |  |  |  |  |  |  |  |  |  |
|  |                       |     |    |            |        |          |          |          |          |          |          |    |    |    |    |    |     |     |    |   |   |    |   |        |        |     |     | \|  |    |  |  |  |  |  |  |  |  |  |  |
|  |                       |     |    |            |        |          |          |          |          |          |          |    |    |    |    |    |     |     |    |   |   |    |   |        |        | R1  | R1  | R2  | R2 |  |  |  |  |  |  |  |  |  |  |
|  |                       |     |    |            |        |          |          |          |          |          |          |    |    |    |    |    |     |     |    |   |   |    |   |        |        | \|  |     |     |    |  |  |  |  |  |  |  |  |  |  |
|  |                       |     |    |            |        |          |          |          |          |          |          |    |    |    |    |    |     |     |    |   |   |    |   | R1a    | R1a    | R1a | R1b | R1b |    |  |  |  |  |  |  |  |  |  |  |
|  |                       |     |    |            |        |          |          |          |          |          |          |    |    |    |    |    |     |     |    |   |   |    |   |        |        |     |     |     |    |  |  |  |  |  |  |  |  |  |  |

### Haplogruppen mtDNA (maternal)

Beispielhafte Darstellung der Entwicklung von mtDNA-Haplogruppen anhand einer Population von 8 Frauen innerhalb von 5 Generationen

Da mtDNA 100-10.000 Kopien pro Zelle hat und im Vergleich zur Chromosomen-DNA im Zellkern einfach aufgebaut ist, wurde sie bevorzugt zur kostengünstigen Analyse herangezogen. Außerdem kann anhand der DNA in den Mitochondrien die mütterliche Linie rekonstruiert werden.
Bei Funden von alten Überresten des Homo sapiens ist aufgrund der Degeneration der DNA-Marker im Zellkern mtDNA auch weiterhin oft die einzige Quelle genetischer Informationen.
Der Humangenetiker Bryan Sykes behauptet, dass es sieben mitochondriale Abstammungen für den neuzeitlichen Europäer gibt (andere jedoch schätzen diese Zahl auf 11 oder 12). Die Anzahl der mitochondrialen Abstammungen für die gesamte Weltbevölkerung ist allerdings beträchtlich größer.
Geographische Verteilung der mtDNA-Haplogruppen (maternal)
- Südeuropa: J, K
- Nordeuropa: H, T, U, V, X
- Naher Osten: J, N
- Afrika: L, L1, L2, L3, L3
- Asien: A, B, C, D, E, F, G
- Amerika (Ureinwohner): A, B, C, D, X

| \| mtDNA-Eva \| \| \| \| \| \| \| \| \| \| \| \| \| \| \| \| \| \| \| \| \| \| \| \| \| \| \| \| \| \| \| L0 \| L1 \| L2 \| L3 \| L3 \| L3 \| L3 \| L3 \| L3 \| L3 \| L3 \| L3 \| \| \| \| \| \| \| \| \| \| \| \| \| \| \| \| L4 \| L5 \| L6 \| \| L0 \| L1 \| L2 \| \| \| \| M \| M \| M \| M \| M \| N \| N \| N \| N \| N \| N \| N \| \| \| \| \| \| \| \| \| \| L4 \| L5 \| L6 \| \| L0 \| L1 \| L2 \| CZ \| CZ \| D \| E \| G \| Q \| \| A \| S \| \| \| R \| R \| R \| \| \| \| \| \| I \| W \| X \| Y \| \| L4 \| L5 \| L6 \| \| L0 \| L1 \| L2 \| C \| Z \| D \| E \| G \| Q \| B \| A \| S \| F \| R0 \| R0 \| \| prä-JT \| prä-JT \| P \| U \| U \| \| I \| W \| X \| Y \| \| L4 \| L5 \| L6 \| \| L0 \| L1 \| L2 \| C \| Z \| D \| E \| G \| Q \| B \| A \| S \| F \| HV \| HV \| JT \| JT \| K \| K \| \| \| \| I \| W \| X \| Y \| \| L4 \| L5 \| L6 \| \| L0 \| L1 \| L2 \| C \| Z \| D \| E \| G \| Q \| B \| A \| S \| F \| H \| V \| J \| T \| K \| K \| \| \| \| I \| W \| X \| Y \| \| L4 \| L5 \| L6 \| |    |    |    |    |    |    |    |    |    |    |    |   |    |    |    |        |        |   |   |   |  |   |   |   |   |  |    |    |    |
| mtDNA-Eva |    |    |    |    |    |    |    |    |    |    |    |   |    |    |    |        |        |   |   |   |  |   |   |   |   |  |    |    |    |
| L0 | L1 | L2 | L3 | L3 | L3 | L3 | L3 | L3 | L3 | L3 | L3 |   |    |    |    |        |        |   |   |   |  |   |   |   |   |  | L4 | L5 | L6 |
| L0 | L1 | L2 |    |    |    | M  | M  | M  | M  | M  | N  | N | N  | N  | N  | N      | N      |   |   |   |  |   |   |   |   |  | L4 | L5 | L6 |
| L0 | L1 | L2 | CZ | CZ | D  | E  | G  | Q  |    | A  | S  |   |    | R  | R  | R      |        |   |   |   |  | I | W | X | Y |  | L4 | L5 | L6 |
| L0 | L1 | L2 | C  | Z  | D  | E  | G  | Q  | B  | A  | S  | F | R0 | R0 |    | prä-JT | prä-JT | P | U | U |  | I | W | X | Y |  | L4 | L5 | L6 |
| L0 | L1 | L2 | C  | Z  | D  | E  | G  | Q  | B  | A  | S  | F | HV | HV | JT | JT     | K      | K |   |   |  | I | W | X | Y |  | L4 | L5 | L6 |
| L0 | L1 | L2 | C  | Z  | D  | E  | G  | Q  | B  | A  | S  | F | H  | V  | J  | T      | K      | K |   |   |  | I | W | X | Y |  | L4 | L5 | L6 |

### Autosomale DNA und X-DNA (Herkunft, Verwandtschaft)

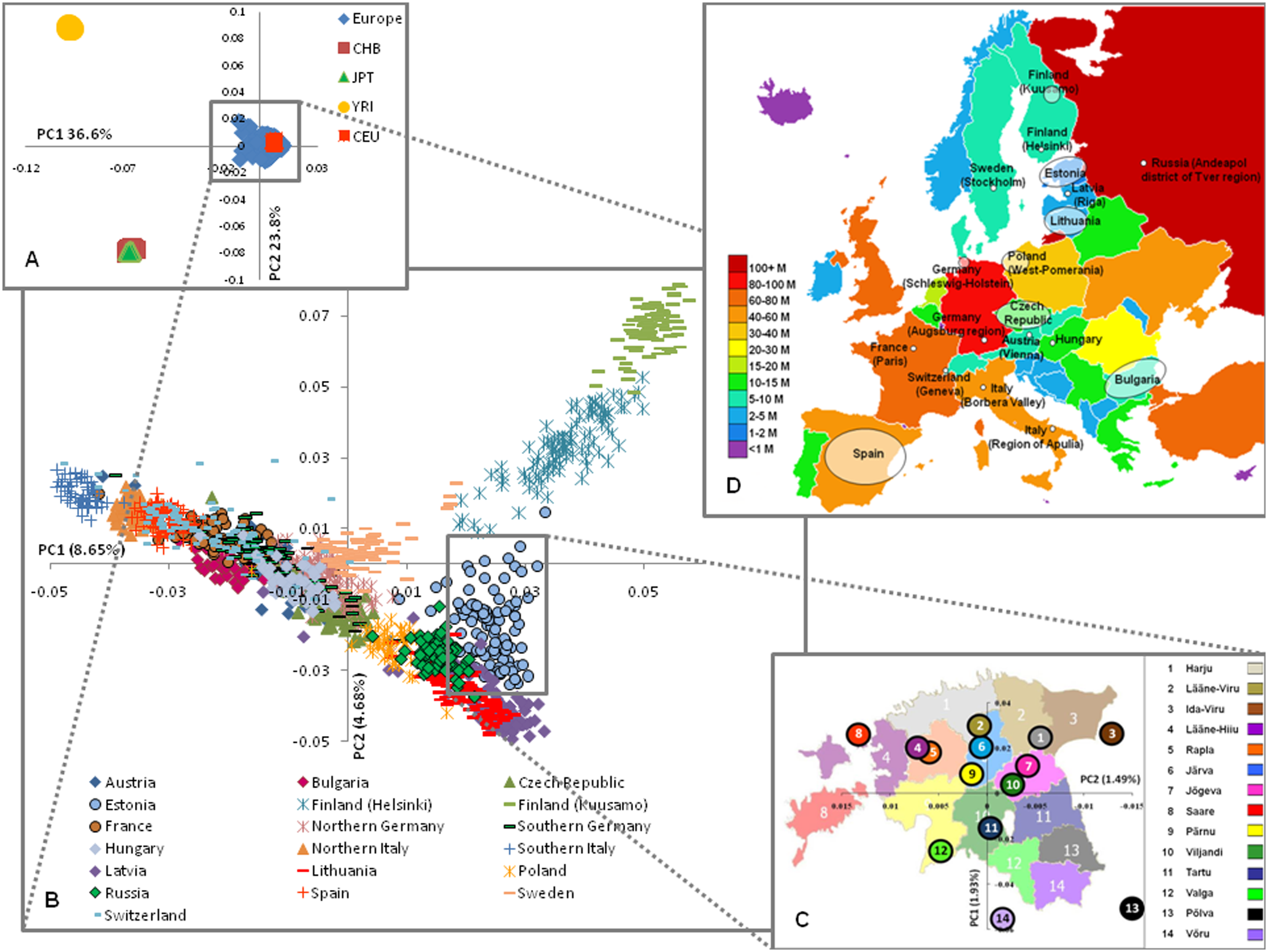
Autosomale Struktur in Europa, basierend auf einer PCA von SNPs

Da autosomale DNA und X-DNA rekombiniert und dadurch DNA-Abschnitte zufällig von den Vorfahren vererbt werden, sind aufwändige Mutationsanalysen notwendig, um genealogische Rückschlüsse ziehen zu können. Firmen, die DNA-Tests zu kommerziellen Zwecken anbieten, testen rund 700.000 autosomale SNPs. Dennoch sind sie bereits ab einem Preis von 49,-€ erhältlich.

#### Geografische Herkunft bzw. Abstammung
Um die Zusammensetzung der genetischen Abstammung bezogen auf geografische Gruppen (Völker, Clans) analysieren zu können, bedarf es einer ausreichenden Anzahl von Probanden, von denen die Vorfahren aus einem abgegrenzten bekannten Gebiet stammen.
Je nach Analyseform und Wahl der entscheidenden Komponenten bzw. „Daten-Haufen“ (Cluster) sind verschiedene Auswertungen und Darstellungen möglich. Hauptkomponentenanalysen (PCA) werden meist in Diagrammen mit zwei Dimensionen (X/Y) dargestellt. Üblicherweise werden für die vorliegenden Probandendaten die zwei aussagekräftigsten Komponenten der Analyse ausgewählt.
Bei multidimensionalen Auswertungen, werden für jeden Probanden die Komponenten angegeben; zumeist in prozentualen Werten. Aus solchen Auswertungen lassen sich auch Landkarten mit den dominierenden Komponenten erstellen.
Auswertungen lassen auch die Erstellung von Stammbäumen zu, welche die Nähe der Verwandtschaft unterschiedlicher Probanden, bzw. Cluster aufzeigen. Besonders bei dieser Darstellungs-Form ist die Wahl der entscheidenden Komponente/n ausschlaggebend und bereits geringe Änderungen an der Auswertungskonstellation bringen andere Ergebnisse hervor.

#### Vergleich DNA-Abschnitte, Verwandtschaft
Anhand übereinstimmender DNA-Segmente können statistische Rückschlüsse auf die Verwandtschaft berechnet werden. Die Segmente werden zumeist anhand der SNP-Mutationen verglichen. Je länger das übereinstimmende Segment, desto näher die Verwandtschaft.
Unterhalb einer gewissen Länge der DNA-Segmente tritt anstelle der Übereinstimmung durch Abstammung (Identical by Descent – IBD) die Wahrscheinlichkeit der Übereinstimmung durch den Zustand (Identical By State – IBS), welcher durch Zufall entstanden sein könnte.
Die Länge der Segmente wird in Centimorgan (cM) angegeben.
| Art                               | Eltern/Kind | Cousin/e | Kind Cousin/e | Cousin/e 2° | Kind Cousin/e 2° | Cousin/e 3° | Kind Cousin/e 3° | Cousin/e 4° oder weiter entfernt |
| --------------------------------- | ----------- | -------- | ------------- | ----------- | ---------------- | ----------- | ---------------- | -------------------------------- |
| cM aller gemeinsamen DNA-Segmente | 3539-3748   | 548-1034 | 248-638       | 101-378     | 43-191           | 43-150      | 11.5-99          | 5-50                             |
| Anzahl gemeinsame DNA-Segmente    | 23-29       | 17-32    | 12-23         | 10-18       | 4-12             | 2-6?        | 1-4              | 0-2                              |

Bei mindestens 100 cM an gemeinsamen DNA-Abschnitten ist ein genealogischer Einsteiger in der Regel noch in der Lage, die Verwandtschaftsbeziehung aufzuklären. Bei 30 cM oder weniger sind zahlreiche weitere Recherchen notwendig, um eine mögliche Verwandtschaft herzuleiten. Die genetische Verwandtschaft in Centimorgans kann leicht zu verwirrenden Ergebnissen führen: Besitzt jemand 750 cM an gemeinsamer DNA, kann es sich dabei um einen Urgroßvater, einen Urgroßonkel, einen Großonkel (oder sein Kind) oder einen 1. Cousin (oder sein Kind) handeln, wobei hier die Fälle von Halbgeschwistern noch gar nicht berücksichtigt sind. Ohne einem vorgängig erarbeiteten Stammbaum können diese Ergebnisse kaum eingeordnet werden.
Mehr als 30 Millionen Menschen haben inzwischen einen DNA-Test bei einer der vier Firmen (Ancestry, 23andme, MyHeritage, FTDNA) gemacht, wodurch nach einer Schätzung von Yaniv Erlich etwa 60 % der weißen Amerikaner durch mindestens einen Cousin dritten Grades oder näher in einer der Datenbanken identifizierbar sind. Das haben sich Firmen wie Parabon NanoLabs zunutze gemacht und bieten den amerikanischen Strafverfolgungsbehörden ihre Dienste an. Anhand einer DNA-Probe vom Tatort wird dort ein Profil aus 850.000 SNPs erstellt, die u. a. Vorhersagen über das Aussehen des Täters erlauben (DNA-Phänotypisierung). Darüber hinaus ist dieses Profil mit GEDmatch und FTDNA kompatibel, so dass dort nach Verwandten des Täters gesucht werden kann. CeCe Moore, die leitende DNA-Genealogin bei Parabon, hat innerhalb von zwei Jahren 110 DNA-Proben der jeweils gesuchten Person zuordnen können. Neben der Lösung der überwiegend "kalten" Kriminalfällen (Cold Cases) hat sie auf diese Weise auch dabei geholfen aktive Serienvergewaltiger zu stoppen. Im Mai 2019 konnte in einem Fall die Unschuld eines Mannes bewiesen werden, der für einen Mord über 20 Jahre im Gefängnis verbrachte. Gleichzeitig wurde der richtige Täter ermittelt und verhaftet.

## Genealogische DNA-Analysen

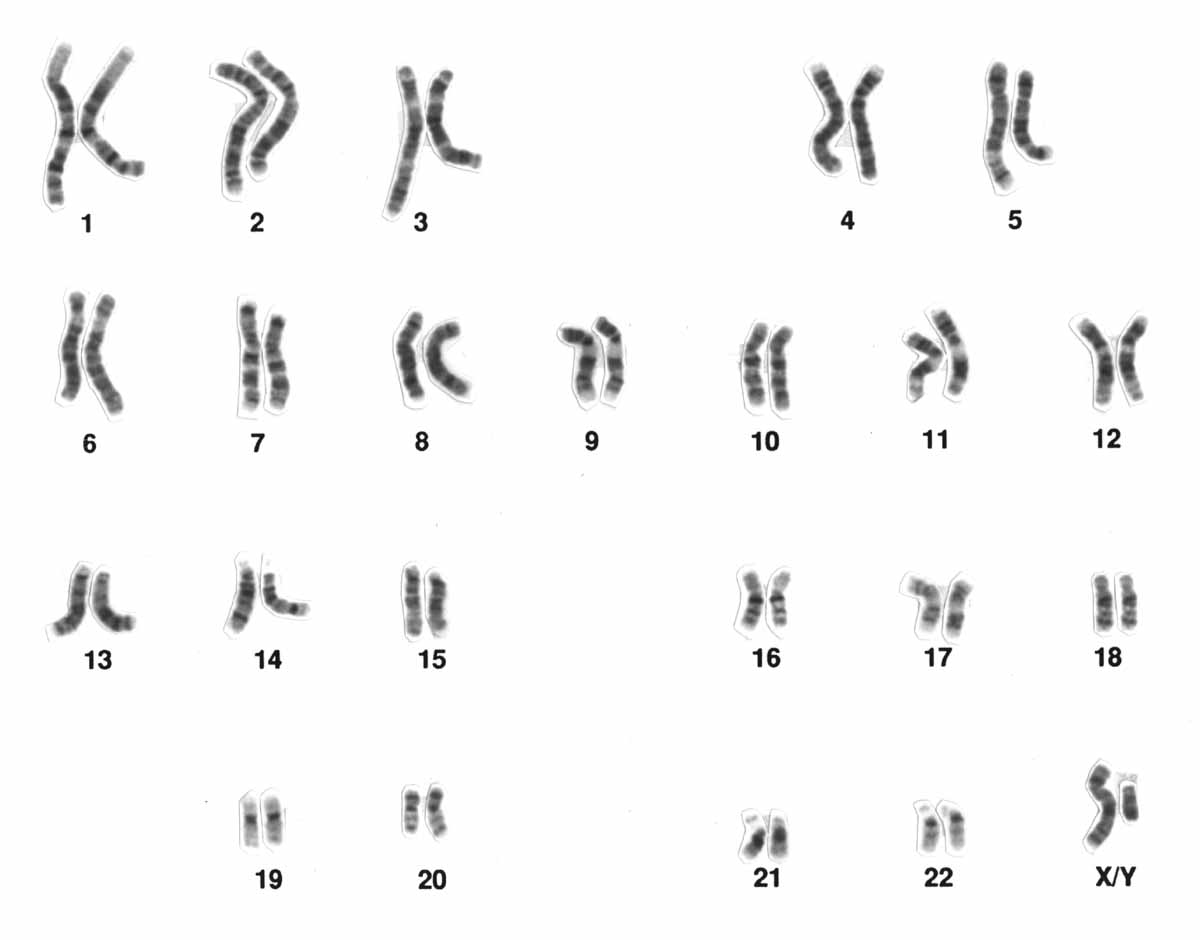
Die Chromosomen eines Mannes, der Karyotyp ist 46,XY.

Mithilfe von mtDNA und Y-DNA lässt sich maternale bzw. paternale Verwandtschaft auch innerhalb genealogischer Zeiten nachweisen. Stammbäume sind durch Vergleich mit archäologischen DNA-Funden teilweise bis in frühgeschichtliche Zeiten wissenschaftlich erforscht, wobei sehr viele Aussagen auf Annahmen beruhen.
Seit der Jahrtausendwende gibt es zunehmend Firmen, die für Privatpersonen DNA-Tests anbieten. Im internationalen Gebrauch werden diese Angebote „DTC-Tests“ (Direct to Consumer) genannt. Während die Analyse einiger weitverbreiteter Marker bei mtDNA und Y-DNA noch wenig Informationen bietet, markieren „Private SNPs“ bereits die Verwandtschaft in einer bestimmten Linie. Die Analyse von autosomaler DNA markiert den Probanden und die nähere Verwandtschaft besonders umfassend. Bereits 70 Marker können reichen, um eine Person zu identifizieren. Deshalb sind beim Einsenden von DNA-Proben, der Lagerung, Analyse und Abspeicherung derselben durch Firmen, sowie beim Veröffentlichen von Informationen die Konsequenzen zu beachten.

### Kritik
Einige Testanbieter werben teilweise offensiv mit fragwürdigen Erkenntnissen und verschweigen, dass eine einfache mtDNA oder Y-DNA-Analyse keine seriöse wissenschaftliche Aussage zulässt. Nur wenige Testanbieter publizieren Erkenntnisse und die Basis ihrer Auswertungen in wissenschaftlich überprüfbarer Form. Die Nachweise zur historischen Herkunft ("Clans", "Urvölker" u. a.) einer Person auf Basis von mtDNA oder Y-DNA sind somit kritisch zu betrachten. mtDNA und Y-DNA tragen außerdem nur einen sehr geringen Anteil der gesamten Erbinformationen. Es kann z. B. nicht ausgeschlossen werden, dass beispielsweise ein Bruder eines Urgroßvaters der eigentliche Y-DNA-Vorfahre ist.
Die Abstammung von historischen Persönlichkeiten, von denen nicht rekombinierte DNA analysiert wurde (Ötzi, Tutanchamun u. a.), ist genetisch nicht immer beweisbar, da durch zufällige Mutationen oft nur die Nähe der Verwandtschaft in der Haplogruppe bestimmbar ist. Außerdem beruhen die Vergleiche mit historischer DNA oft auf zu wenigen Markern, bzw. unpublizierten Erkenntnissen.
Auch die Massenmedien tragen ihren Anteil an unseriösen überspitzten Berichten zu sensationshungrigen Rückschlüssen aus DNA-Analysen.
Die DNA-Analyse zur Genetischen Genealogie wirft rechtliche und ethische Fragen auf, die bisher noch nicht ausreichend geklärt sind. So geht es bei den DNA-Tests häufig auch um die Frage, ob erbliche Krankheiten in der DNA der Testperson nachgewiesen werden können. Entsprechend sind beispielsweise in Frankreich solche kommerziellen DNA-Tests verboten. In den USA musste 23andMe einen der bereits im Markt befindlichen Tests auf Anweisung der Arzneimittelbehörde FDA (Food and Drug Administration) zurückziehen. In Deutschland hingegen sind kommerzielle DNA-Tests erlaubt. Zudem stellen Geisteswissenschaftler die Frage, wie die bisher freien genealogischen Daten in den Archiven und die über Jahrzehnte in unbezahlter Kleinarbeit von Hobby-Genealogen und professionellen Forschern zusammengetragenen genealogischen Erkenntnisse als Immaterielles Kulturerbe unter den Schutz der UNESCO gestellt und vor der Aneignung durch private Unternehmen bewahrt werden können. Problematisch ist auch der fehlende Datenschutz: Von 23andMe wurde bekannt, dass es Kundendaten an Pharmaunternehmen verkauft. Ancestry teilt die DNA-Ergebnisse mit Spotify.
Im Juni 2019 erhielt die Firma Ancestry.com in Deutschland den Negativpreis BigBrotherAward in der neu geschaffenen Kategorie Biotechnik, „weil sie Menschen mit Interesse an Familienforschung dazu verleitet, ihre Speichelproben einzusenden. Ancestry verkauft die Gendaten an die kommerzielle Pharmaforschung, ermöglicht verdeckte Vaterschaftstest und schafft die Datengrundlage für polizeiliche genetische Rasterungen.“ In seiner Laudatio zog der Jurist Thilo Weichert folgendes Fazit:

„Nichts gegen Genanalysen. Diese können für die Familienforschung, insbesondere aber für die Medizin eine wichtige Erkenntnisquelle sein. Doch sollten die Probengeber sich darüber im Klaren sein, was sie da tun. Anbieter wie Ancestry missbrauchen das Interesse an Familienforschung, um einen Genom-Schatz für die kommerzielle Forschung anzuhäufen, denn das ist ihr eigentliches Geschäftsmodell. Die Datenschutzrechte der Probengeber und ihrer Verwandten müssen respektiert werden. Die deutschen Datenschutz- und Aufklärungspflichten werden aber von Ancestry aus Profitinteresse bewusst ignoriert. Wir sehen hier einen Trend: Nach der Ausbeutung von Internetdaten wird die Ausbeutung von Gendaten das nächste ganz große Ding. Ancestry ist der Platzhirsch, der keine Datenschutz- oder Grundrechtsskrupel kennt.“

### Deutschsprachig
- Christian Zelger: Erbgut und Erbhof – Über die Möglichkeiten der Genetischen Genealogie. In: Der Schlern. Nr. 4, 2013, S. 66–78.
- Timo Kracke: Ein Ausflug in die DNA-Genealogie. In: Ahnenforschung. Auf der Spuren der Vorfahren. Herausgegeben vom Verein für Computergenealogie e. V. Bremen 2010, ISBN 978-3-937504-42-1, S. 84–87.
- Hermann Metzke: Genealogie und Humangenetik. In: Wolfgang Ribbe, Eckart Henning (Hrsg.): Taschenbuch für Familiengeschichtsforschung. Verlag Degener & Co, Insingen 2006, ISBN 3-7686-1065-9, S. 98–110.
- Tobias Schmidt: Genealogie per DNA. Perspektiven für Familienforscher. In: Genealogie und DNA. Herausgegeben vom Verein für Computergenealogie e. V. Münster 2003, S. 8–11.
- Tobias Kemper: Familiengeschichtsforschung plus Naturwissenschaft ist DNA-Genealogie. In: Computergenealogie. Band 32, Heft 2, 2017, S. 26–31.

### Englisch
- Ugo A. Perego und andere: The Science of Molecular Genealogy. In: National Genealogical Society Quarterly. Band 93, Nr. 4, 12. Januar 2005, S. 245–259 (geneticgenealogyconsultant.com [PDF]).
- Mark A. Jobling, Chris Tyler-Smith: The Human Y Chromosome – An Evolutionary Marker Comes of Age. In: Nature. Nr. 4, 2003, S. 598–612.